# 2005 في المغرب
فيما يلي قوائم الأحداث التي وقعت خلال عام 2005 في المغرب.

## ظهور
- 1 يناير – بوب مغربي

## أفلام
من الأفلام التي صدرت هذه السنة في المغرب:
- 1 يناير – الخبز الحافي من إخراج رشيد بن حاج.
- 1 يناير – الرحلة الكبرى من إخراج إسماعيل فروخي.
- 1 يناير – النظرة من إخراج نور الدين لخماري.
- 1 يناير – رأيتهم يقتلون بن بركة من إخراج سيرج لي بيرون  [لغات أخرى]‏.
- 1 يناير – ماروك من إخراج ليلى مراكشي.

## وفيات

### أبريل
- 5 أبريل – عبدالكريم المجاطي (مواليد 1967)
- 6 أبريل – فاطنة بنت الحسين (مواليد 1935) مغنية مغربية.

### سبتمبر
- 11 سبتمبر – عبد الله إبراهيم (مواليد 1918) سياسي مغربي.[1]

### ديسمبر
- 16 ديسمبر – محمد عصفور، مخرج ومؤلّف مغربي. يُعتبر أب السينما المغربية.